# Колокола (стихотворение)
«Колокола́» или «Звон» или «Колоко́льчики и колокола́» (англ. The Bells) — ономатопоэтическое стихотворение Эдгара Аллана По. Впервые опубликовано посмертно в 1849 году в Нью-Йоркском журнале The Union Magazine.
По словам главного редактора, Эдгар По присылал три различных варианта стихотворения и напечатан был последний из них. Стихотворение состоит из четырёх частей.
Среди возможных источников вдохновения могли быть трактат Шатобриана «Гений Христианства» (1802) и повесть Диккенса «Колокола» (1844).
Это стихотворение стоит особняком в творчестве Эдгара По благодаря необычности своей структуры и мелодике. В нём как будто имитируется всё многообразие звуков, которые может издавать колокол. Различные ритмы колокольного звона передают разнообразные человеческие эмоции.
Стихотворение было неоднократно положено на музыку начиная с 1849 года, когда песня американского композитора Франца Петерзили стала вообще первой музыкальной интерпретацией произведений По. В 1913 году Сергей Рахманинов создал на слова стихотворения По вокально-симфоническую кантату «Колокола».

## Отрывок в различных переводах
Слышишь, сани мчатся в ряд,

Мчатся в ряд!

Колокольчики звенят,

Серебристым легким звоном слух наш сладостно томят,

Этим пеньем и гуденьем о забвеньи говорят.— В переводе К. Бальмонта
Слушай — санки… бубенцы…

                    Бубенцы!

Это — радость, серебринки,

                    Пролетят во все концы!

Звон за звоном, словно гроздья,

По морозу в ночь и в тень.— В переводе В. Фёдорова
Внемлешь санок тонким звонам,

                         Звонам серебра?

Что за мир веселий предвещает их игра!

Внемлем звонам, звонам, звонам

В льдистом воздухе ночном— В переводе В. Брюсова
Сани, сани! — Бубенцы!

                       Бубенцы!

Словно звенья зазвенели! Словно гения гонцы!

Звонки звуков половинки!— В переводе С. Степанова